# Poikilolaimus piniperdae
Poikilolaimus piniperdae är en rundmaskart. Poikilolaimus piniperdae ingår i släktet Poikilolaimus och familjen Rhabditidae. Inga underarter finns listade i Catalogue of Life.